# NGC 299
NGC 299 је расејано звездано јато у сазвежђу Тукан које се налази на NGC листи објеката дубоког неба.
Деклинација објекта је - 72° 11' 47" а ректасцензија 0h 53m 24,7s. Привидна величина (магнитуда) објекта NGC 299 износи 13,8 а фотографска магнитуда 11,7. NGC 299 је још познат и под ознакама ESO 51-SC5.